# 1930 في الأرجنتين
فيما يلي قوائم الأحداث التي وقعت خلال عام 1930 في الأرجنتين.

## سياسة

### تعيين في المنصب
- 6 سبتمبر – خوسيه فيلكس أوريبورو رئيس الأرجنتين.

### انتهاء فترة المنصب
- 6 سبتمبر – ليوبولدو ميلو عضو مجلس الشيوخ الأرجنتيني ‏.
- 6 سبتمبر – ماريو برافو عضو مجلس الشيوخ الأرجنتيني ‏.
- 6 سبتمبر – هيبوليتو يريغوين رئيس الأرجنتين.

## رياضة
- 1 يناير – دوري الدرجة الأولى الأرجنتيني 1930 الفائز بوكا جونيورز.
- 30 يوليو – نهائي كأس العالم 1930 الفائز منتخب الأوروغواي لكرة القدم.

## مواليد

### يناير
- 1 يناير – أليخاندرو أندرسون ممثل أرجنتيني.
- 1 يناير – دومينغو غوردون
- 1 يناير – ريكاردو بيشر
- 1 يناير – نورما خيمينيز ممثلة أرجنتينية.
- 27 يناير – فيديريكو فايرو لاعب كرة قدم أرجنتيني.

### فبراير
- 1 فبراير – ماريا إيلينا والش
- 8 فبراير – أليخاندرو ري ممثل أرجنتيني.
- 9 فبراير – إلاديو هيريرا ملاكم أرجنتيني.

### مارس
- 3 مارس – ألفريدو ألكون ممثل أرجنتيني.
- 15 مارس – ألبا أرنوفا
- 18 مارس – هيكتور بيانشوتي كاتب فرنسي.
- 20 مارس – كلارا باسافاري أستاذة وكاتبة وشاعرة وباحثة في الفلكلور من الأرجنتين.
- 26 مارس – لوليتا توريس ممثلة أرجنتينية.

### أبريل
- 3 أبريل – ماريو بنيامين مينينديز
- 22 أبريل – أنخيل ليز ملاكم أرجنتيني.

### مايو
- 3 مايو – خوان خيلمان شاعر أرجنتيني.
- 15 مايو – خوان كارلوس ميسا

### يونيو
- 15 يونيو – خوليو موسيميسي لاعب كرة قدم أرجنتيني.

### يوليو
- 2 يوليو – كارلوس منعم رئيس أرجنتيني سابق من أصل سوري.
- 27 يوليو – أوسكار روسي لاعب كرة قدم أرجنتيني.

### أكتوبر
- 3 أكتوبر – دورا برنس ممثلة أرجنتينية.
- 22 أكتوبر – إستيلا بارنيز دي كارلوتو

### ديسمبر
- 11 ديسمبر – بياتريس بونيت ممثلة أرجنتينية.